# Giuseppe Bausardo
Giuseppe Bausardo SDB (ur. 24 kwietnia 1951 w Kairze) – egipski duchowny rzymskokatolicki, salezjanin, wikariusz apostolski Aleksandrii w latach 2001–2008, od 2008 emerytowany wikariusz apostolskiego wikariatu Aleksandrii.

## Życiorys
Wstąpił do nowicjatu salezjanów w Libanie w 1965 i złożył śluby wieczyste w 1974. Studiował filozofię i teologię w Cremisan.
Święcenia kapłańskie przyjął 2 lipca 1978. Był m.in. dziekanem włoskiej szkoły zawodowej w Egipcie w latach 1988–1991 oraz przełożonym salezjanów w Kairze (1995–2001). W latach 1993–2001 był radcą prowincjalnym salezjanów w Egipcie.
24 lutego 2001 papież Jan Paweł II mianował go wikariuszem apostolskim Aleksandrii ze stolicą tytularną Ida in Mauretania. Sakry biskupiej udzielił mu 3 czerwca tegoż roku abp Paolo Giglio – nuncjusz apostolski w Egipcie.
29 października 2008 papież Benedykt XVI przyjął jego rezygnację z funkcji wikariusza Aleksandrii, złożoną z powodów zdrowotnych.